# 種子島自動車学校
有限会社種子島自動車学校（たねがしまじどうしゃがっこう）は鹿児島県西之表市にある自動車教習所を運営する企業。種子島島内で唯一の公安委員会指定校である。
二輪車から大型車（第一種運転免許・第二種運転免許）まですべての車種の免許がとることができる総合教習所。

## 主なあゆみ
- 昭和50年7月、鹿児島県公安委員会の指定を受ける。
- 平成14年12月、九州初の「総合教習所」に認定される。

## 取得できる免許
第一種運転免許
- 大型自動車第一種
- 中型自動車第一種
- 準中型自動車第一種
- 普通自動車第一種（MT、AT）
- 大型特殊自動車
- けん引
- 大型自動二輪車（MT、AT）
- 普通自動二輪車（MT、AT）
- 小型自動二輪車（MT、AT）

第二種運転免許
- 大型自動車第二種
- 普通自動車第二種（MT、AT）

その他全ての免許区分の車両総重量限定解除及びAT限定解除教習が可能

## 教習業務以外の活動
- ペーパードライバー講習
- 高齢者講習（種子島、屋久島）
- 違反者・取消処分者講習
- 企業講習（安全運転指導）
- 小・中・高校生への交通安全教室